# Álbuns mais vendidos nos Estados Unidos segundo a Nielsen SoundScan

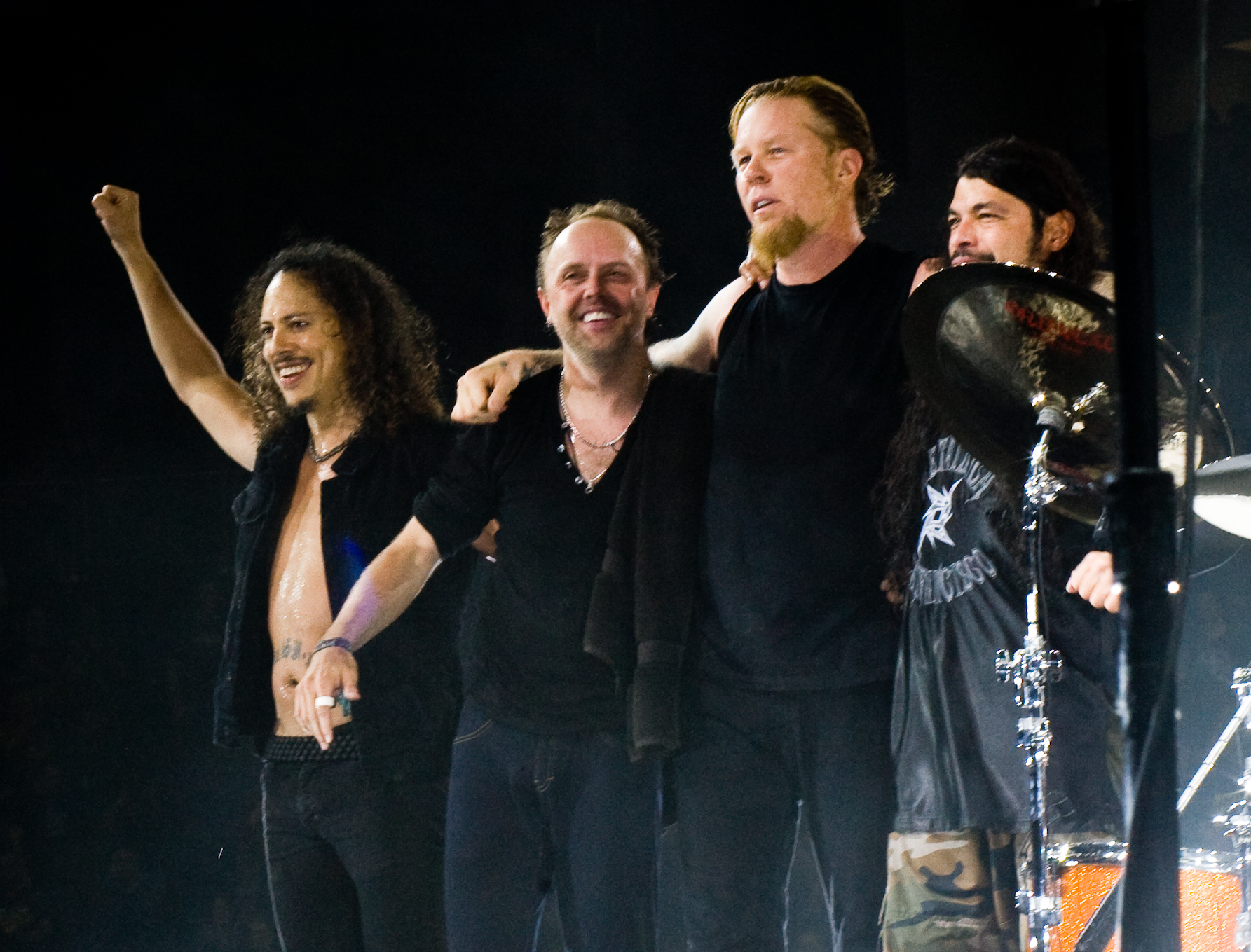
O álbum homónimo da banda Metallica é o mais vendido da história da Nielsen SoundScan, com mais de dezassete milhões de cópias. Além disso, recebeu o certificado de disco de platina por dezasseis vezes pela Recording Industry Association of America.

A seguir apresenta-se a lista dos álbuns mais vendidos nos Estados Unidos segundo a Nielsen SoundScan, um sistema de informação criado pelos charás Mike Fine e Mike Shalett, trabalhadores da empresa Nielsen Company, que faz todos os levantamentos de vendas de música e produtos de vídeo em todo o território norte-americano e ainda canadiano. Os dados são recolhidos e disponibilizados semanalmente aos domingos aos assinantes, que incluem executivos de todos os tipos de empresas discográficas, empresas publicitárias, retalhistas de música, promotores independentes, entre outros. A Nielsen SoundScan é a fonte de vendas da revista Billboard para as suas respectivas tabelas musicais, inclusive a Billboard 200, responsável pelo alinhamento dos álbuns mais vendidos nos EUA. Tendo em conta que a SoundScan começou a contabilizar vendas musicais a partir de 1 de Março de 1991, a seguinte lista contém apenas os álbuns mais vendidos a partir dessa data. A publicação de 25 de Maio de 1991 da Billboard 200 foi a primeira baseada na quantidade exacta de unidades vendidas de um álbum.
O álbum mais vendido nos EUA desde 1991 é o homónimo da banda Metallica, que foi lançado em Agosto do mesmo ano e vendeu mais de dezasseis milhões de exemplares. Em Dezembro de 2012, a Recording Industry Association of America (RIAA) atribuiu ao álbum o certificado de disco de platina pela décima sexta vez. Metallica detém este título desde 2009, quando ultrapassou o número de vendas de Come on Over, terceiro trabalho de estúdio da cantora canadiana Shania Twain. Come on Over vendeu 15,52 milhões de cópias em território norte-americano, marcando assim uma diferença de 310 mil cópias com Metallica. Em terceiro lugar na lista dos mais vendidos vem Jagged Little Pill (1995), de Alanis Morissette, que registou vendas de 14,80 milhões. Na quarta posição temos Millennium (1999), do grupo Backstreet Boys, com 12,20 milhões de unidades vendidas. Tendo estes álbuns sido os mais vendidos, estabeleceram títulos aos seus intérpretes. Metallica é o álbum mais vendido por um grupo. Come on Over é o mais vendido por qualquer artista a solo, quer feminino ou masculino. O álbum mais vendido por um artista do sexo masculino é The Marshall Mathers LP (2000), do rapper Eminem, que embarcou 10,65 milhões de exemplares desde o seu ano lançamento. O último álbum presente na lista a ultrapassar a marca dos dez milhões foi Ten (1991), da banda rock Pearl Jam, que até Fevereiro de 2013 já havia comercializado 10 milhões de cópias nos EUA.
A maior venda semanal por um álbum pertence ao disco 25 (2015), da cantora britânica Adele, que vendeu 3 milhões e 380 mil unidades durante a sua semana de estreia, garantindo-lhe o primeiro posto da Billboard 200 e fazendo da cantora a única artista na história da Nielsen SoundScan a ultrapassar a marca de 3 milhões de exemplares em apenas uma semana. Ao vender mais de um milhão de cópias em três semanas, inclusive duas consecutivas, o álbum tornou-se no único a conseguir tal feito. Em segundo lugar vem No Strings Attached (2000) da banda 'N Sync, que vendeu 2 415 859 unidades durante a sua semana de estreia. Celebrity (2001), também da banda, registou 1 879 955 cópias vendidas na publicação de 11 de Agosto de 2001, garantindo-lhe também o primeiro posto da Billboard 200. Na publicação de 10 de Junho de 2000, o disco The Marshall Mathers LP estreou no número um registando 1 760 049 unidades comercializadas, marcando assim a maior estreia por um artista a solo norte-americano. Oops!... I Did It Again, de Britney Spears, estreou com 1 319 193 cópias despachadas na edição de 3 de Junho de 2000, tornando-se o disco de uma artista feminina norte-americana mais comercializado na semana de estreia. Taylor Swift é a única artista a estrear com um número de vendas superior a um milhão por mais de duas vezes, tendo os seus álbuns Speak Now (2010), Red (2012), 1989 (2014) e Reputation (2017) vendido 1 046 718, 1 209 817, 1 287 000 e 1 216 000 exemplares, respectivamente, nas suas semanas de estreia.

## Álbuns
- A coluna "Tempo" representa o espaço temporal em semanas que o álbum levou a atingir a marca de dez milhões de cópias vendidas.[10]
- A coluna "Vendas" dispõe a quantidade de cópias comercializadas nos EUA em milhões.
- A coluna "Ano" refere-se ao ano de lançamento do álbum.
- A coluna "Platina" mostra a quantidade de discos de platina recebidos pela Recording Industry Association of America.[6]

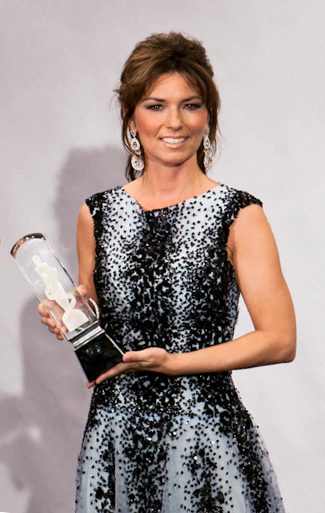
Come On Over de Shania Twain é o álbum que mais certificações recebeu da RIAA.

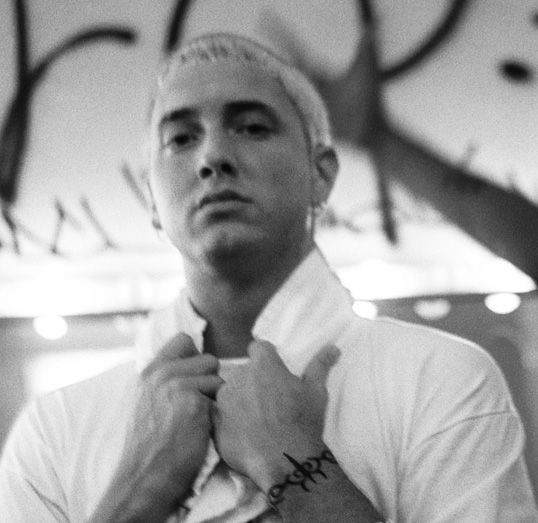
The Marshall Mathers LP do rapper Eminem é o álbum mais vendido por um artista masculino a solo.

| N.º | Álbum                                    | Artista                  | Ano  | Vendas | Platina | Tempo | Ref.   |
| --- | ---------------------------------------- | ------------------------ | ---- | ------ | ------- | ----- | ------ |
| 1   | Metallica                                | Metallica                | 1991 | 17,20  | 16×     | 337   | [ 11 ] |
| 2   | Come On Over                             | Shania Twain             | 1997 | 15,73  | 20×     | 96    | [ 11 ] |
| 3   | Jagged Little Pill                       | Alanis Morissette        | 1995 | 15,20  | 16×     | 66    | [ 11 ] |
| 4   | Millennium                               | Backstreet Boys          | 1999 | 13,80  | 13×     | 39    | [ 12 ] |
| 5   | No Strings Attached                      | 'N Sync                  | 2000 | 13,00  | 11×     | 43    | [ 13 ] |
| 6   | 1                                        | The Beatles              | 2000 | 13,00  | 11×     | 227   | [ 14 ] |
| 7   | Legend                                   | Bob Marley & the Wailers | 1984 | 12,30  | 15×     | 18    | [ 15 ] |
| 8   | The Bodyguard: Original Soundtrack Album | Whitney Houston / Vários | 1992 | 12,14  | 18×     | 72    | [ 16 ] |
| 9   | 21                                       | Adele                    | 2011 | 12,01  | 14×     | 92    | [ 17 ] |
| 10  | Supernatural                             | Santana                  | 1999 | 11,85  | 15×     | 60    | [ 18 ] |
| 11  | Human Clay                               | Creed                    | 1999 | 11,70  | 11×     | 93    | [ 19 ] |
| 12  | Backstreet Boys                          | Backstreet Boys          | 1997 | 11,69  | 14×     | 226   | [ 12 ] |
| 13  | Come Away With Me                        | Norah Jones              | 2002 | 11,10  | 10×     | 259   | [ 20 ] |
| 14  | The Marshall Mathers LP                  | Eminem                   | 2000 | 11,00  | 10×     | 343   | [ 21 ] |
| 15  | Falling Into You                         | Celine Dion              | 1996 | 10,90  | 11×     | 160   | [ 22 ] |
| 16  | ...Baby One More Time                    | Britney Spears           | 1999 | 10,70  | 14×     | 106   | [ 23 ] |
| 17  | The Eminem Show                          | Eminem                   | 1997 | 10,60  | 10×     | 489   | [ 20 ] |
| 18  | Hybrid Theory                            | Linkin Park              | 2000 | 10,50  | 11×     | 617   | [ 24 ] |
| 19  | Confessions                              | Usher                    | 2004 | 10,30  | 10×     | 433   | [ 20 ] |
| 20  | Cracked Rear View                        | Hootie & the Blowfish    | 1994 | 10,28  | 10×     | 442   | [ 25 ] |
| 21  | Titanic: Music from the Motion Picture   | James Horner / Vários    | 1994 | 10,20  | 10×     | 263   | [ 26 ] |
| 22  | Ten                                      | Pearl Jam                | 1991 | 10,00  | 13×     | 252   | [ 27 ] |

### Mais vendidos em um ano

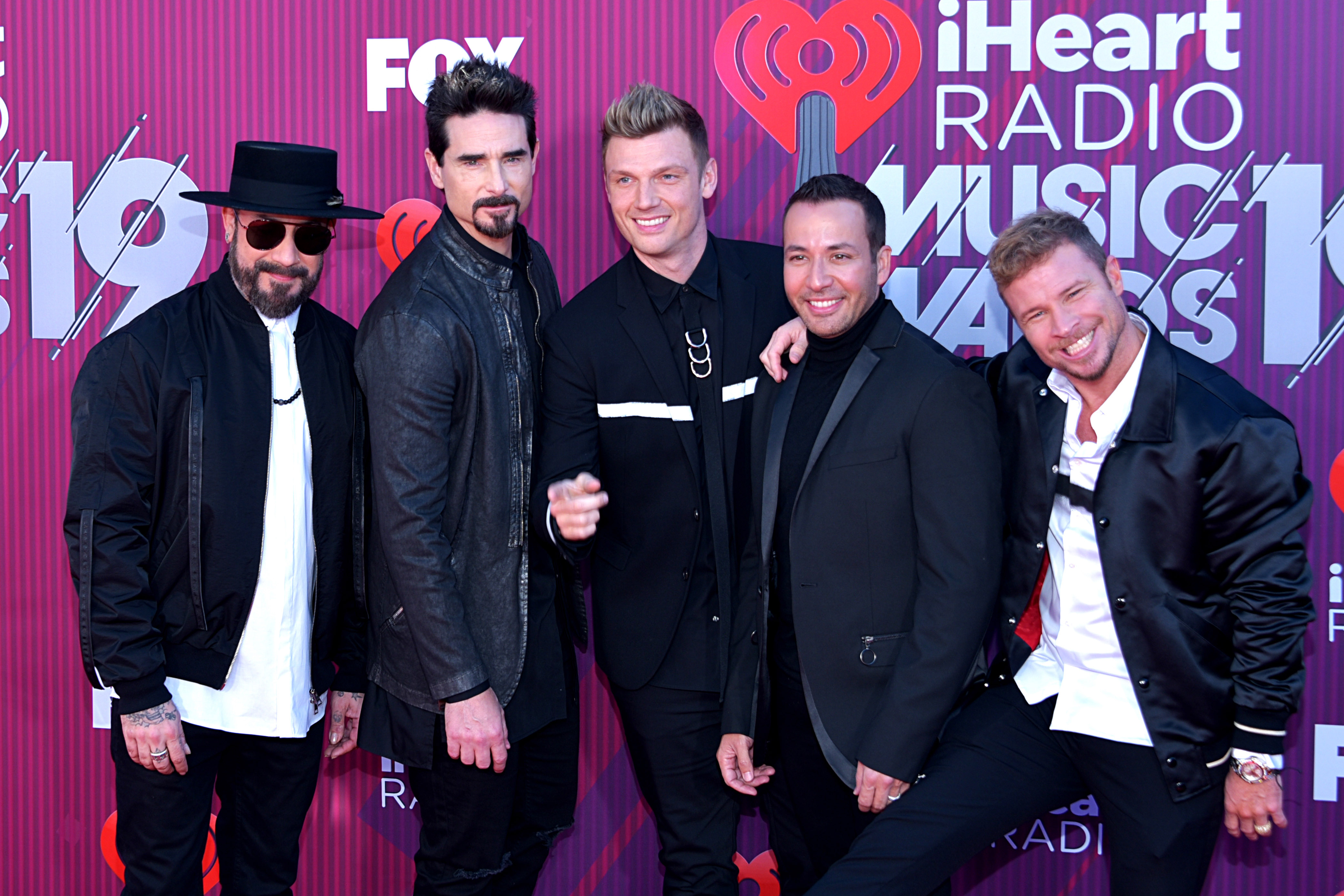
Millennium, do grupo musical masculino Backstreet Boys, foi o álbum mais vendido de 1999 e hoje detém a segunda maior quantidade de vendas em um ano.

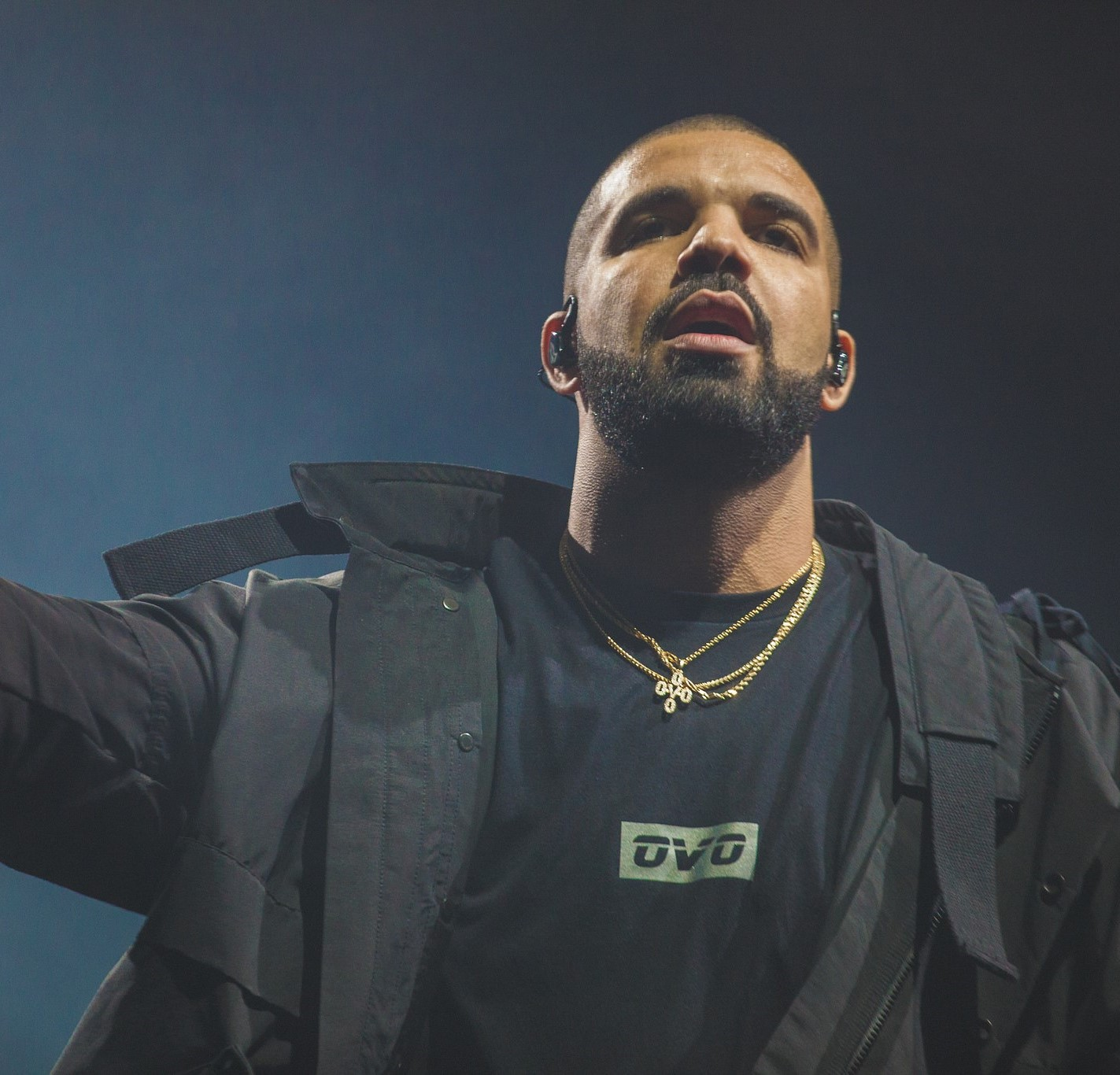
O canadiano Drake é um de dois artistas masculinos a conseguirem o álbum mais vendido em um ano por duas vezes.

| N.º | Álbum                                                    | Artista                           | Ano  | Vendas    | Ref.   |
| --- | -------------------------------------------------------- | --------------------------------- | ---- | --------- | ------ |
| 18  | Ropin' the Wind                                          | Garth Brooks                      | 1991 | 4 000 000 | [ 28 ] |
| 15  | Some Gave All                                            | Billy Ray Cyrus                   | 1992 | 4 832 000 | [ 29 ] |
| 11  | The Bodyguard: Original Soundtrack Album                 | Whitney Houston / Vários          | 1993 | 5 460 000 | [ 30 ] |
| 14  | The Lion King: Original Motion Picture Soundtrack        | Elton John e Hans Zimmer / Vários | 1994 | 4 934 000 | [ 29 ] |
| 8   | Cracked Rear View                                        | Hootie & the Blowfish             | 1995 | 7 020 000 | [ 29 ] |
| 7   | Jagged Little Pill                                       | Alanis Morissette                 | 1996 | 7 380 000 | [ 29 ] |
| 12  | Spice                                                    | Spice Girls                       | 1997 | 5 302 000 | [ 29 ] |
| 3   | Titanic: Music from the Motion Picture                   | James Horner / Vários             | 1998 | 9 338 000 | [ 29 ] |
| 2   | Millennium                                               | Backstreet Boys                   | 1999 | 9 446 000 | [ 29 ] |
| 1   | No Strings Attached                                      | 'N Sync                           | 2000 | 9 936 000 | [ 29 ] |
| 16  | Hybrid Theory                                            | Linkin Park                       | 2001 | 4 813 000 | [ 29 ] |
| 5   | The Eminem Show                                          | Eminem                            | 2002 | 7 608 000 | [ 29 ] |
| 9   | Get Rich or Die Tryin'                                   | 50 Cent                           | 2003 | 6 536 000 | [ 29 ] |
| 4   | Confessions                                              | Usher                             | 2004 | 7 979 000 | [ 29 ] |
| 13  | The Emancipation of Mimi                                 | Mariah Carey                      | 2005 | 4 969 000 | [ 31 ] |
| 19  | High School Musical                                      | Vários                            | 2006 | 3 719 000 | [ 29 ] |
| 20  | Noël                                                     | Josh Groban                       | 2007 | 3 699 000 | [ 29 ] |
| 25  | Tha Carter III                                           | Lil' Wayne                        | 2008 | 2 874 000 | [ 29 ] |
| 24  | Fearless                                                 | Taylor Swift                      | 2009 | 3 217 000 | [ 29 ] |
| 23  | Recovery                                                 | Eminem                            | 2010 | 3 415 000 | [ 29 ] |
| 10  | 21                                                       | Adele                             | 2011 | 5 824 000 | [ 29 ] |
| 17  | 21                                                       | Adele                             | 2012 | 4 410 000 | [ 29 ] |
| 26  | The 20/20 Experience                                     | Justin Timberlake                 | 2013 | 2 430 000 | [ 29 ] |
| 21  | 1989                                                     | Taylor Swift                      | 2014 | 3 661 000 | [ 29 ] |
| 6   | 25                                                       | Adele                             | 2015 | 7 441 000 | [ 32 ] |
| 30  | 25                                                       | Adele                             | 2016 | 1 731 000 | [ 33 ] |
| 28  | Reputation                                               | Taylor Swift                      | 2017 | 1 903 000 | [ 34 ] |
| 31  | The Greatest Showman: Original Motion Picture Soundtrack | Vários                            | 2018 | 1 491 000 | [ 35 ] |
| 34  | Lover                                                    | Taylor Swift                      | 2019 | 1 085 000 | [ 36 ] |
| 33  | Folklore                                                 | Taylor Swift                      | 2020 | 1 276 000 | [ 37 ] |
| 32  | 30                                                       | Adele                             | 2021 | 1 464 000 | [ 38 ] |
| 29  | Midnights                                                | Taylor Swift                      | 2022 | 1 818 000 | [ 39 ] |
| 27  | 1989 (Taylor's Version)                                  | Taylor Swift                      | 2023 | 1 975 000 | [ 40 ] |
| 22  | The Tortured Poets Department                            | Taylor Swift                      | 2024 | 3 491 000 | [ 41 ] |

### Mais vendidos em uma semana

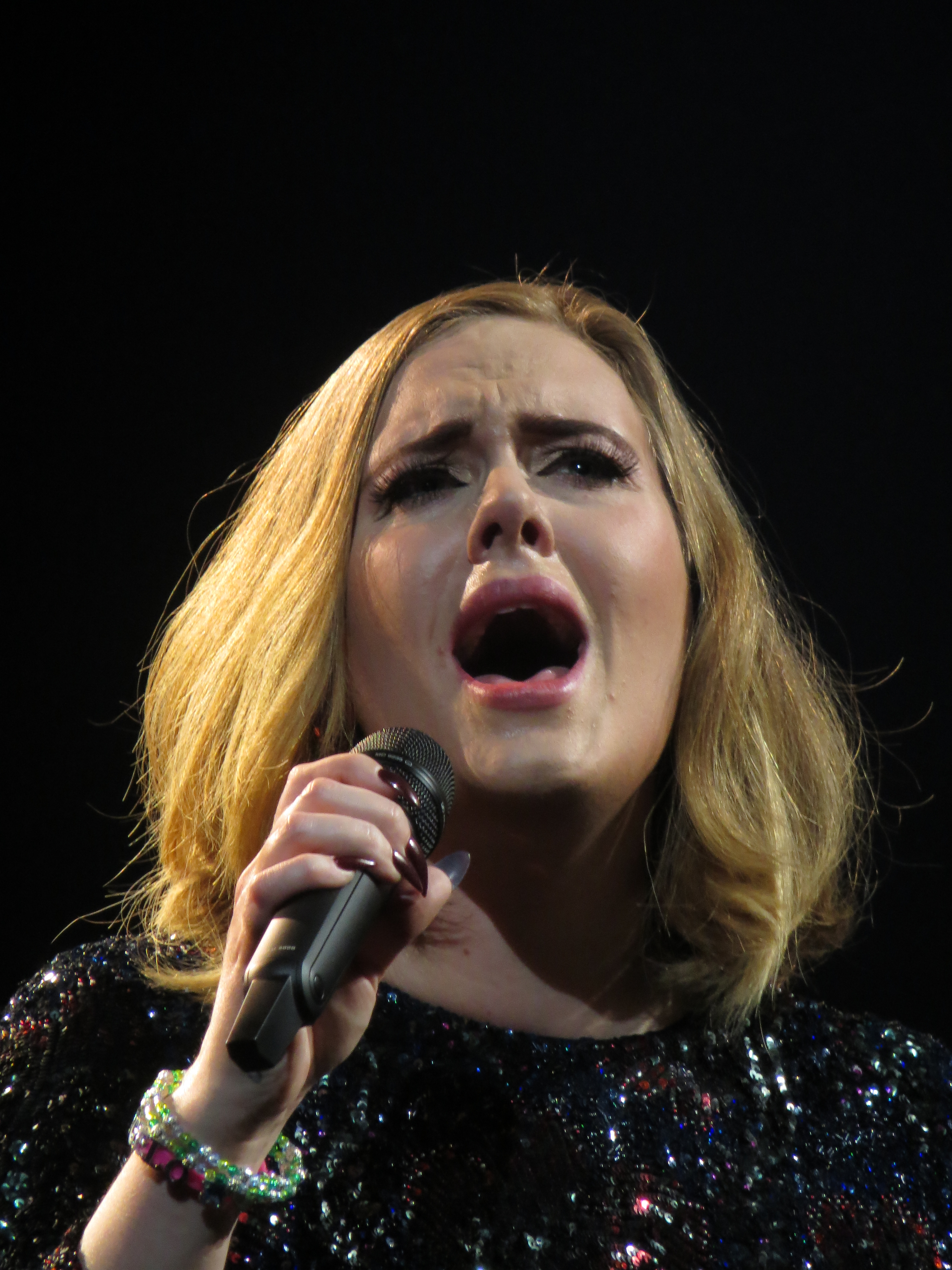
25, da britânica Adele, vendeu mais de um milhão de unidades em uma quantidade recorde de três semanas diferentes.

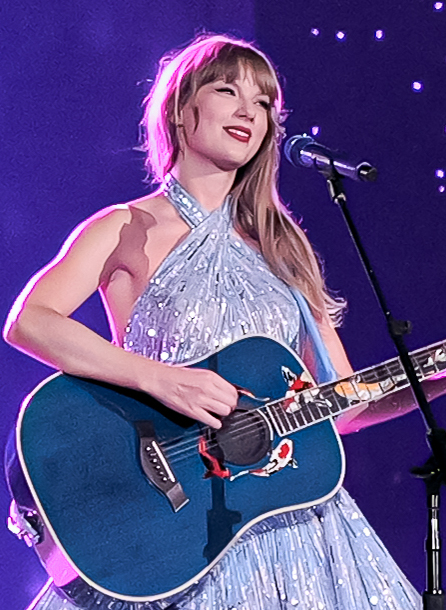
Com seis álbuns, Taylor Swift detém o recorde de maior número de estreias milionárias.

| N.º | Álbum                                             | Artista                  | Vendas    | Semana          | Ano  | Ref.   |
| --- | ------------------------------------------------- | ------------------------ | --------- | --------------- | ---- | ------ |
| 1   | 25                                                | Adele                    | 3 378 000 | 12 de Dezembro  | 2015 | [ 43 ] |
| 2   | No Strings Attached                               | 'N Sync                  | 2 415 859 | 8 de Abril      | 2000 | [ 44 ] |
| 3   | The Tortured Poets Department                     | Taylor Swift             | 1 914 000 | 25 de Abril     | 2024 | [ 45 ] |
| 4   | Celebrity                                         | 'N Sync                  | 1 879 955 | 11 de Agosto    | 2001 | [ 46 ] |
| 5   | The Marshall Mathers LP                           | Eminem                   | 1 760 049 | 10 de Junho     | 2000 | [ 47 ] |
| 6   | Black & Blue                                      | Backstreet Boys          | 1 591 191 | 9 de Dezembro   | 2000 | [ 48 ] |
| 7   | Midnights                                         | Taylor Swift             | 1 578 000 | 27 de outubro   | 2022 | [ 49 ] |
| 7   | The Eminem Show                                   | Eminem                   | 1 321 799 | 15 de Junho     | 2002 | [ 50 ] |
| 8   | Oops!... I Did It Again                           | Britney Spears           | 1 319 193 | 3 de Junho      | 2000 | [ 51 ] |
| 9   | 1989                                              | Taylor Swift             | 1 287 000 | 15 de Novembro  | 2014 | [ 52 ] |
| 10  | 1                                                 | The Beatles              | 1 258 667 | 2 de Dezembro   | 2000 | [ 53 ] |
| 11  | Reputation                                        | Taylor Swift             | 1 216 000 | 2 de Dezembro   | 2017 | [ 54 ] |
| 12  | Red                                               | Taylor Swift             | 1 209 817 | 29 de Outubro   | 2012 | [ 55 ] |
| 13  | 25                                                | Adele                    | 1 160 000 | 9 de Janeiro    | 2016 | [ 56 ] |
| 14  | The Massacre                                      | 50 Cent                  | 1 140 638 | 19 de Março     | 2005 | [ 57 ] |
| 15  | Millennium                                        | Backstreet Boys          | 1 133 505 | 29 de Maio      | 1999 | [ 58 ] |
| 16  | 25                                                | Adele                    | 1 110 000 | 19 de Dezembro  | 2015 | [ 59 ] |
| 17  | Born This Way                                     | Lady Gaga                | 1 108 403 | 11 de Junho     | 2011 | [ 60 ] |
| 18  | Confessions                                       | Usher                    | 1 096 213 | 10 de Abril     | 2004 | [ 61 ] |
| 19  | Double Live                                       | Garth Brooks             | 1 085 373 | 5 de Dezembro   | 1998 | [ 62 ] |
| 20  | The Bodyguard: Original Soundtrack Album          | Whitney Houston / Vários | 1 061 000 | 9 de Janeiro    | 1993 | [ 63 ] |
| 21  | Chocolate Starfish and the Hot Dog Flavored Water | Limp Bizkit              | 1 054 511 | 4 de Novembro   | 2000 | [ 64 ] |
| 22  | Speak Now                                         | Taylor Swift             | 1 046 718 | 13 de Novembro  | 2010 | [ 65 ] |
| 23  | Feels Like Home                                   | Norah Jones              | 1 022 149 | 28 de Fevereiro | 2004 | [ 66 ] |
| 24  | Tha Carter III                                    | Lil Wayne                | 1 005 545 | 28 de Junho     | 2008 | [ 67 ] |